# Rossinyol de Gunning
El rossinyol de Gunning (Sheppardia gunningi) és una espècie d'ocell de la família dels muscicàpids (Muscicapidae) pròpia de l'Àfrica oriental. Es troba de forma discontinua des de Kenya a Moçambic. Aquesta espècie està afectada per destrucció d'hàbitat i el seu estat de conservació es considera gairebé amenaçat.
El nom específic de Gunning fa referència al doctor Jan Willem Bowdewyn Gunning (1860-1912), zoòleg sud-africà i director del Museu de Pretòria.